# Jaroslav Navrátil (tennisser)

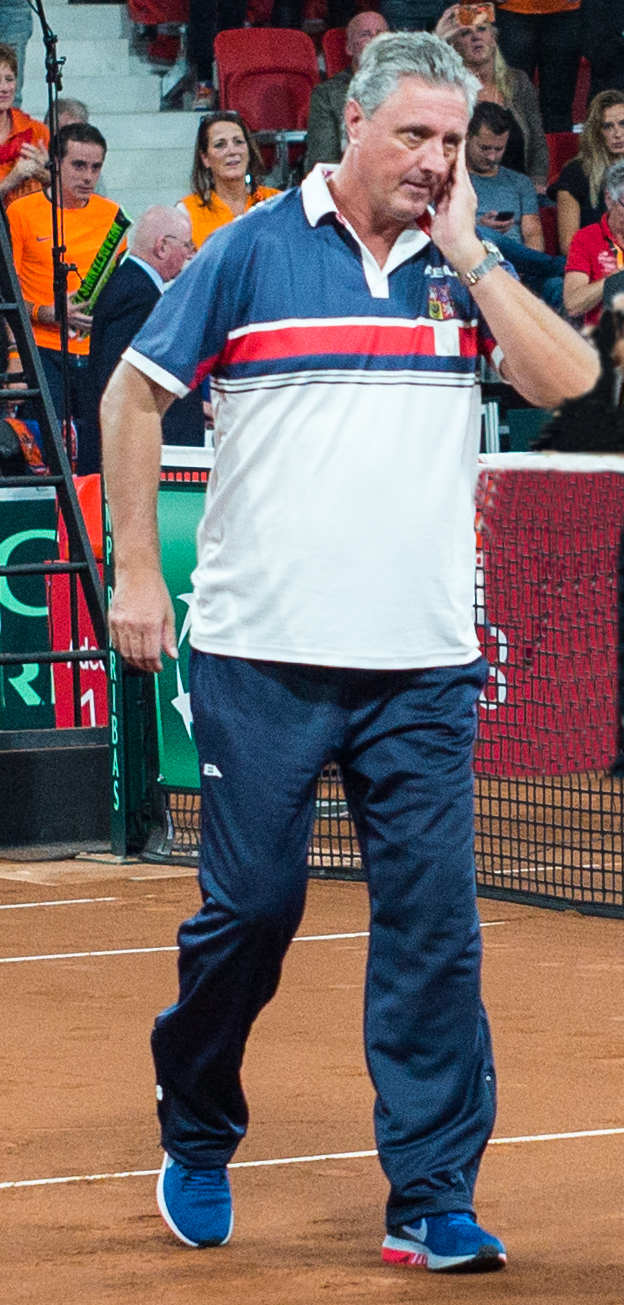
Jaroslav Navrátil in 2017

Jaroslav Navrátil (Přerov, 24 juli 1957) is een Tsjecho-Slowaaks voormalig tennisser.
Navrátil was voornamelijk succesvol in het dubbelspel en won in 1988 twee toernooien. Met Tom Nijssen won hij het toernooi van Metz en met Petr Korda het ATP-toernooi van Praag. Na zijn actieve loopbaan is hij coach van het Tsjechisch Davis Cup-team.